# زمان‌گونه

در دیرینه‌شناسی، شواهد مربوط به گونه‌ها و فرگشت عمدتاً از کالبدشناسی مقایسهای فسیل‌ها ناشی می‌شود. یک زمان‌گونه در یک دودمان منفرد (خط یکسره) تعریف می‌شود که ریخت‌شناسی آن با گذشت زمان تغییر می‌کند. در برخی مواقع، دیرینه‌شناسان قضاوت می‌کنند که تغییرهای کافی رخ داده‌است که دو شکل (A و B) که از نظر زمان و کالبدشناسی از هم جدا شده‌اند، زمانی وجود داشته‌است. اگر تنها نمونه‌های پراکنده هر کدام در فسیل‌ها باقی بمانند، فرم‌ها کاملاً متمایز به نظر می‌رسند.

زمان‌گونه (به انگلیسی: Chronospecies) گونه‌ای است که از یک الگوی رشد توالی مشتق شده‌است که شامل تغییرهای پی‌درپی و یکنواخت از یک شکل اجدادی منقرض‌شده در مقیاس تکاملی است. توالی تغییرها در نهایت جمعیتی را ایجاد می‌کند که از نظر فیزیکی، ریخت‌شناسی و/یا ژنتیکی از اجداد اصلی متمایز است. در طول این تغییر، تنها یک گونه در دودمان در هر نقطه از زمان وجود دارد، برخلاف مواردی که فرگشت واگرا در گونه‌های معاصر را با نیای مشترک تولید می‌کند. اصطلاح مربوط به دیرین‌گونه (paleospecies یا palaeospecies) یک گونه منقرض‌شده را نشان می‌دهد که تنها با مواد فسیلی شناسایی شده‌است. این شناسایی متکی بر شباهت‌های متمایز بین نمونه‌های فسیلی پیشین و برخی از نوادگان پیشنهادی است، اگرچه رابطه دقیق با گونه‌های بعدی همیشه تعریف نشده‌است. به‌ویژه، دامنه تغییرها در تمام نمونه‌های فسیلی اولیه از محدوده مشاهده شده که در گونه‌های بعدی وجود دارد تجاوز نمی‌کند.
یک دیرین‌زیرگونه (paleosubspecies یا palaeosubspecies) یک زیرگونه منقرض‌شده را شناسایی می‌کند که به شکل کنونی فرگشت یافته‌است. ارتباط با تغییرهای نسبتاً جدید، معمولاً مربوط به دوران پلیستوسن پسین، اغلب به اطلاعات اضافی موجود در مواد زیرفسیلی متکی است. بسیاری از گونه‌های کنونی از نظر اندازه تغییر کرده‌اند و بنابراین با تغییرهای آب و هوایی در آخرین عصر یخبندان سازگار شده‌اند (به قانون برگمان نگاه کنید).